# Pregabalina
Pregabalina – organiczny związek chemiczny, pochodna kwasu γ-aminomasłowego. Jest lekiem przeciwpadaczkowym i przeciwlękowym stosowanym w leczeniu padaczki, bólu neuropatycznego, fibromialgii, zespołu niespokojnych nóg i zespołu lęku uogólnionego.

## Wskazania
Pregabalina zarejestrowana jest do wspomagającego leczenia u osób dorosłych napadów padaczkowych częściowych, które są lub nie są wtórnie uogólnione, do leczenia bólu neuropatycznego oraz zespołu lęku uogólnionego u dorosłych. Pozarejestracyjne wskazania do stosowania pregabaliny obejmują fibromialgię, lęk społeczny, zespół odstawienny poalkoholowy, zapobieganie migrenom.

## Mechanizm działania
Pregabalina wiąże się z pomocniczą podjednostką α2δ kanału wapniowego neuronów ośrodkowego układu nerwowego. Po podaniu na czczo tmaks wynosi 1 godzinę. Dostępność biologiczna wynosi ponad 90%. Przy systematycznym dawkowaniu stan stacjonarny osiągany jest po 24–48 godzinach. Podawanie z pokarmem nie wpływa na stopień wchłanialności, zmniejsza cmaks około 25–30% i wydłuża tmaks o około 2,5 godziny. Pregabalina nie wiąże się z białkami osocza. U zwierząt pregabalina przedostaje się przez barierę krew–mózg, przez łożysko i do pokarmu. Około 98% dawki wydalane jest przez nerki z moczem w postaci niezmienionej.

## Działania niepożądane
Do działań niepożądanych szczególnie częstych u osób starszych należą zawroty głowy i problemy z koordynacją, co podnosi ryzyko upadków. Inne działania niepożądane to m.in. senność, osłabienie pamięci, wzrost masy ciała, suchość w ustach, dezorientacja i zaburzenia widzenia.
Długotrwałe stosowanie pregabaliny w wysokich dawkach wiąże się z ryzykiem uzależnienia. W następstwie tego nagłe odstawienie pregabaliny, szczególnie gdy uprzednio była stosowana w wysokich dawkach przez długi czas, może skutkować objawami odstawiennymi takimi jak bezsenność, bóle głowy, niepokój, nudności, biegunka, objawy grypopodobne, drażliwość, objawy bólowe, wzmożona potliwość. Pregabalina bywa lekiem nadużywanym, może powodować euforię już w dawkach terapeutycznych, pobudzenie, stany relaksacji i stany podobne do spożycia alkoholu etylowego. Pierwsze przypadki uzależnienia od pregabaliny obserwowano w 2010 roku. Z czasem może wzrastać tolerancja organizmu na lek tworząca konieczność zwiększania dawki.

## Przeciwwskazania
Przeciwwskazaniami do przyjmowania pregabaliny są:
- nadwrażliwość na pregabalinę
- wiek poniżej 12 roku życia (ze względu na brak badań nad jej bezpieczeństwem i skutecznością w tej grupie wiekowej)
- cukrzyca (stanowi względne przeciwwskazanie, może zaistnieć konieczność dostosowania leczenia hipoglikemizującego)
- u osób starszych stosowanie pregabaliny wymaga ostrożności z powodu ryzyka upadków
- u osób z chorobami sercowo-naczyniowymi należy zachować ostrożność ze względu na ryzyko wystąpienia zastoinowej niewydolności serca
- należy zachować ostrożność podczas stosowania pregabaliny u osób, u których obecne są myśli samobójcze
- stosować ostrożnie u pacjentów ze skłonnościami do uzależnień (ryzyko nadużywania pregabaliny)

## Ciąża
Brakuje danych dotyczących bezpieczeństwa stosowania pregabaliny w czasie ciąży, w związku z czym leku tego nie powinno się stosować w czasie ciąży, chyba że oczekiwane korzyści dla matki znacznie przewyższają potencjalne ryzyko dla płodu.

## Laktacja
U zwierząt pregabalina przenika do pokarmu. Brak analogicznych badań na organizmie ludzkim sprawia, że nie wiadomo czy pregabalina przenika do pokarmu kobiecego, tym niemniej nie zaleca się jej stosowania podczas karmienia piersią.

## Preparaty
Pregabalina została wprowadzona do sprzedaży przez firmę Pfizer pod nazwą handlową Lyrica.
Preparaty dostępne w Polsce w 2020 r. (wszystkie na receptę): Egzysta, Linefor, Lyrica, Naxalgan, Pragiola, Preato, Pregabalin (różni producenci), Pregamid i  Tabagine.

## Historia
Została otrzymana przez Ryszarda Andruszkiewicza, odbywającego w latach 1988–1990 staż podoktorski w zespole Richarda B. Silvermana w Northwestern University.